# Cupido
Cupido là một chi bướm ngày thuộc họ Lycaenidae. Phụ chi Everes (Hübner, [1819]) cũng được xếp vào đây.

## Các loài
Các loài gồm:
- Cupido alaina
- Cupido alcetas – Provençal Short-tailed Blue
- Cupido amyntula – Western Tailed-blue
- Cupido argiades – Short-tailed Blue
- Cupido buddhista – Buddhist Blue
- Cupido carswelli – Carswell's Little Blue
- Cupido comyntas – Eastern Tailed-blue
- Cupido decolor
- Cupido decolorata – Eastern Short-tailed Blue
- Cupido gisela – Gisela Blue
- Cupido lacturnus – Tailed Cupid
- Cupido lorquinii – Lorquin's Blue
- Cupido minimus – Small Blue
- Cupido osiris – Osiris Blue
- Cupido peri
- Cupido prosecusa
- Cupido staudingeri – Staudinger's Blue
- Cupido tusovi

## Hình ảnh

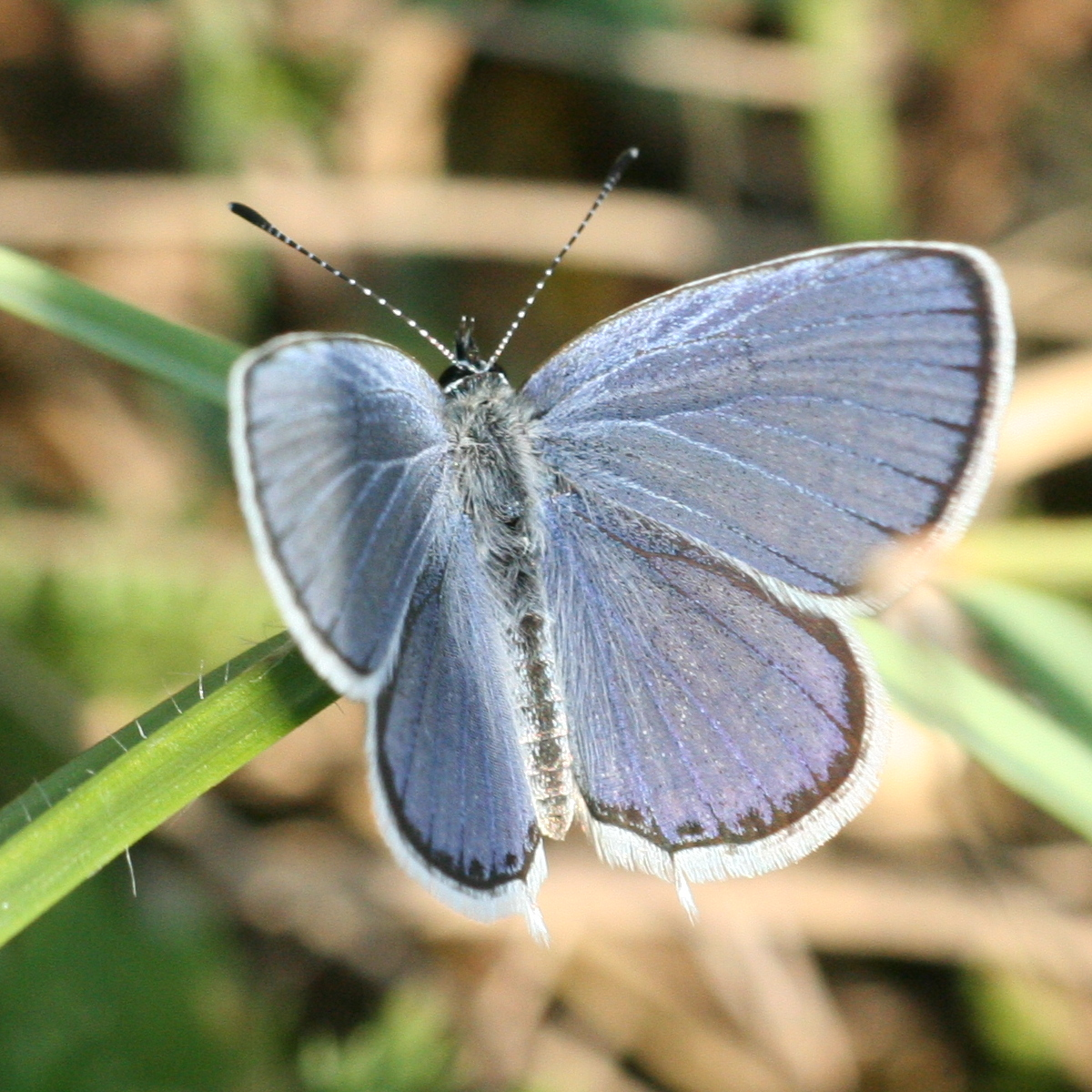
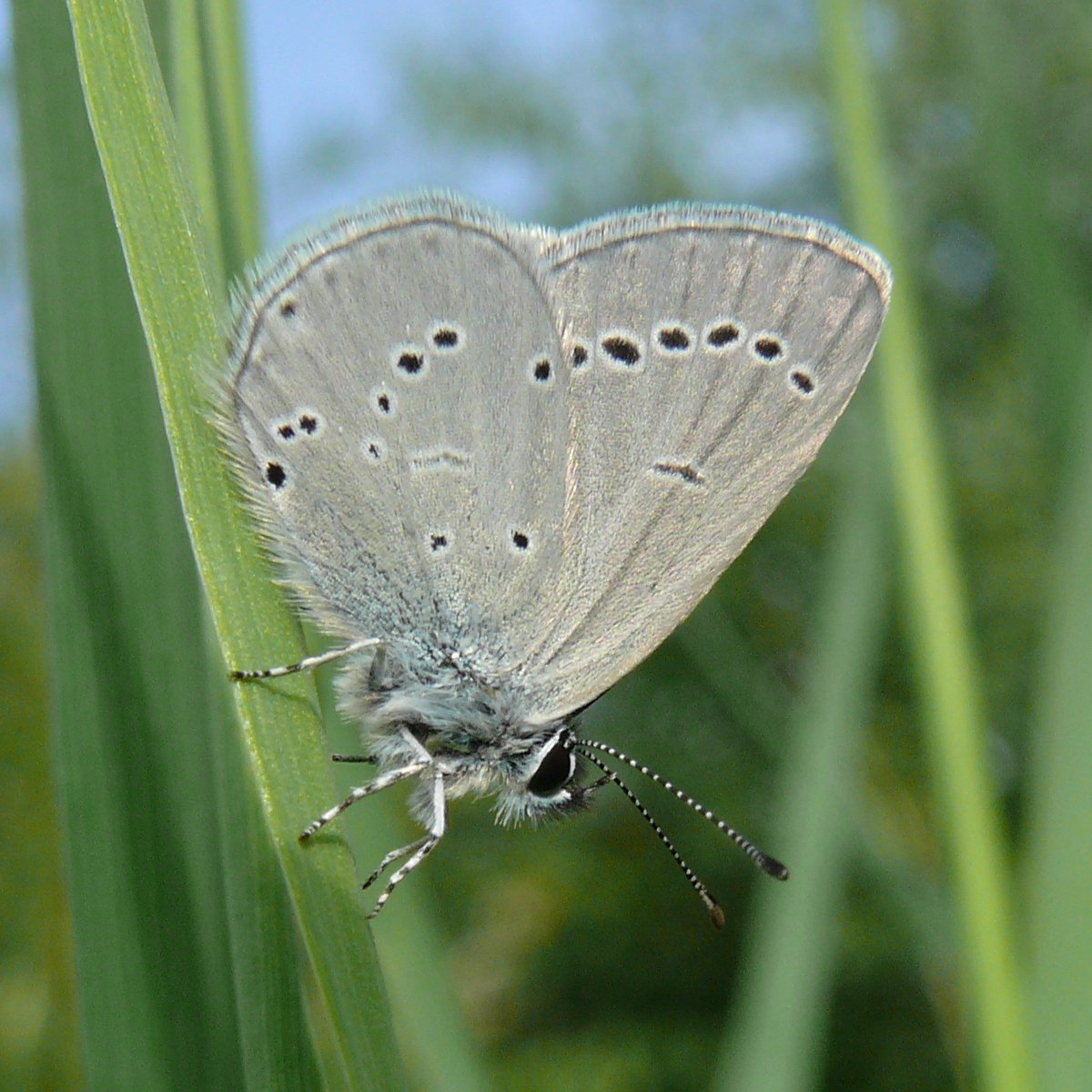
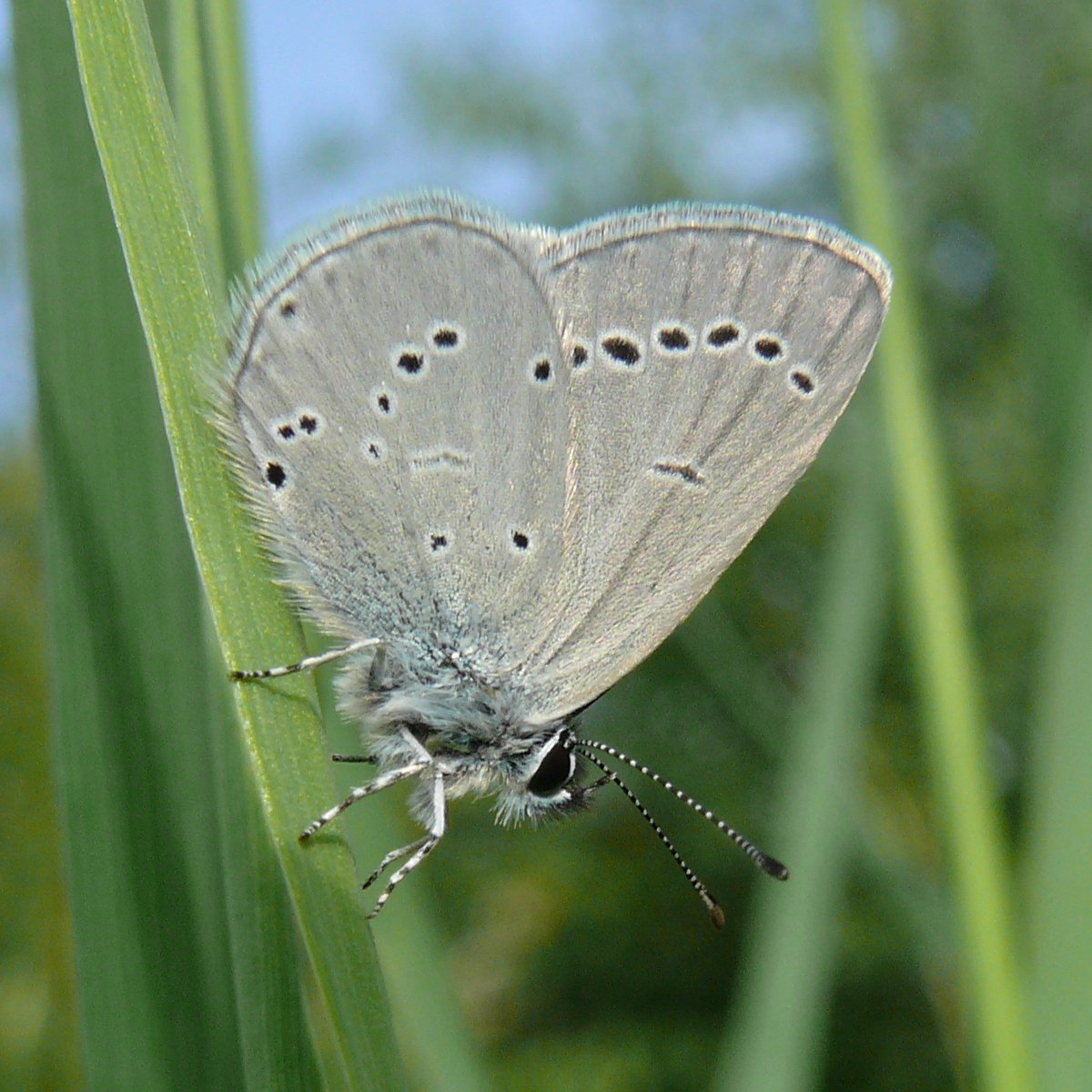
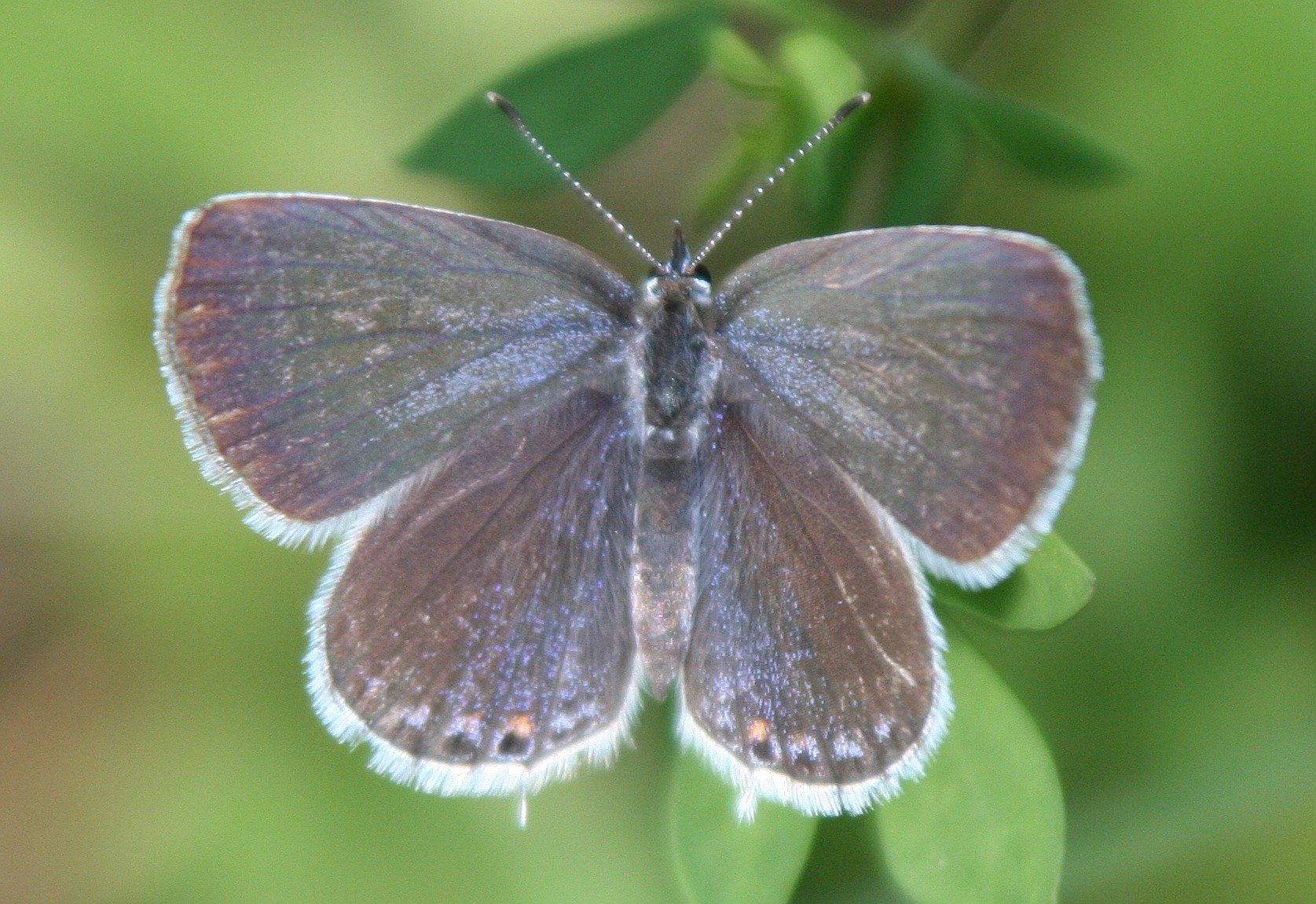